# Maison William-Notman

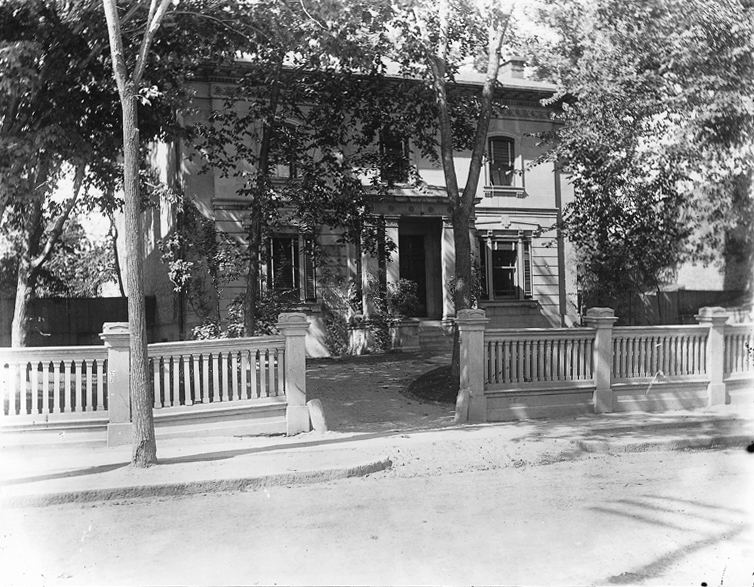
Maison William-Notman, 1893

La Maison William-Notman est un lieu patrimonial de Montréal situé sur la rue Sherbrooke, qui héberge aujourd'hui plusieurs organismes de la communauté philanthropique de Montréal.  Leur première mission est la lutte contre les changements climatiques. 
Dessinée par l'architecte John Wells pour l'avocat William Collis Meredith (en), et achevée en 1845, la Maison William-Notman fut acquise en 1876 par le photographe irlandais William Notman qui en fit sa résidence principale jusqu'à sa mort en 1891. De style néoclassique, elle possède un portique d'inspiration classique. Elle est aujourd'hui l'une des dernières demeures de la rue témoignant de cette époque, ce qui lui a valu d'être intégré au patrimoine protégé de Montréal et d'être classée en 1979 au Registre du Patrimoine culturel du Québec.
L'Hospice St.Margaret situé à l'arrière et relié par une passerelle, fait partie du même lot.
La Maison Notman a accueilli la Fondation OSMO (Maison du Web) entre 2011 et 2024, qui a acheté le bâtiment le 19 décembre 2012. Cette dernière a finalement été obligée de le revendre en juillet 2024, et c'est la Fondation de la Famille Trottier qui s'est portée acquéreure afin de pouvoir y créé la Maison Philanthropique Notman.